# Rospez
Rospez település Franciaországban, Côtes-d’Armor megyében. Lakosainak száma 1790 fő (2022. január 1.). Rospez Caouënnec-Lanvézéac, Kermaria-Sulard, Lanmérin, Lannion, Louannec, Quemperven és Trézény községekkel határos.

## Népesség
A település népessége az elmúlt években az alábbi módon változott:
| Lakosok száma | 758  | 1630 | 1622 | 1663 | 1742 | 1754 | 1758 | 1763 | 1778 | 1790 |
|               | 1968 | 1982 | 1990 | 2006 | 2013 | 2015 | 2017 | 2019 | 2020 | 2022 |